# Gislinge Station
Gislinge Station er en dansk jernbanestation i Gislinge.